# Orthione griffenis
Orthione griffenis là một loài chân đều trong họ Bopyridae. Loài này được Markham miêu tả khoa học năm 2004.